# Frankenia
Frankenia es un género con 90 especies de plantas  perteneciente a la familia Frankeniaceae.

## Descripción
Son hierbas o subarbustos halófilos. Tallo con nodos articulados. Hojas opuestas, decusadas, pequeñas. Flores axilares solitarias o en cimas, sésiles, de color rosa. Sépalos 4-6, induplicadas o valvadas persistentes. Pétalos 4-5, imbricados, garra con una escala ligular en el lado interior. Estambres 4-6. Estigma 2-3 bifurcaba. En fruto en cápsula, con tres válvulas.

## Taxonomía
El género fue descrito por  Carlos Linneo y publicado en Species Plantarum 1: 331. 1753. La especie tipo es: Frankenia laevis L.'
Etimología
Frankenia: nombre genérico otorgado en honor de Johan Frankenius (1590-1661), médico y botánico sueco.

## Especies aceptadas
A continuación se brinda un listado de las especies del género Frankenia aceptadas hasta marzo de 2014, ordenadas alfabéticamente. Para cada una se indica el nombre binomial seguido del autor, abreviado según las convenciones y usos.
- Frankenia adpressa Summerh.[5]
- Frankenia ambita Ostenf.[5]
- Frankenia annua Summerh.[5]
- Frankenia brachyphylla (Benth.) Summerh.[5]
- Frankenia bracteata Turcz.[5]
- Frankenia cinerea A.DC.[5]
- Frankenia conferta Diels[5]
- Frankenia confusa Summerh.[5]
- Frankenia connata Sprague[5]
- Frankenia cordata J.M.Black[5]
- Frankenia corymbosa Deff.[6]
- Frankenia crispa J.M.Black[5]
- Frankenia cupularis Summerh.[5]
- Frankenia decurrens Summerh.[5]
- Frankenia densa Summerh.[5]
- Frankenia desertorum Summerh.[5]
- Frankenia drummondii Benth.[5]
- Frankenia eremophila Summerh.[5]
- Frankenia fecunda Summerh.[5]
- Frankenia flabellata Sprague[5]
- Frankenia foliosa J.M.Black[5]
- Frankenia georgeii Diels[5]
- Frankenia glomerata Turcz.[5]
- Frankenia gracilis Summerh.[5]
- Frankenia hirsuta
- Frankenia hispidula Summerh.[5]
- Frankenia interioris Ostenf.[5]
- Frankenia irregularis Summerh.[5]
- Frankenia jamesii Torr.[7]
- Frankenia johnstonii Correll[8]
- Frankenia latior Sprague & Summerh.[5]
- Frankenia laxiflora Summerh.[5]
- Frankenia laevis (L.) F.Muell.[9]
- Frankenia magnifica Summerh.[5]
- Frankenia microphylla
- Frankenia muscosa J.M.Black[5]
- Frankenia orthotricha (J.M.Black) J.M.Black[5]
- Frankenia palmeri S.Watson[10]
- Frankenia parvula Turcz.[5]
- Frankenia pauciflora DC.[5]
- Frankenia plicata Melville[5]
- Frankenia portulacifolia (Roxb.) Spreng.[11]
- Frankenia pseudoflabellata Summerh.[5]
- Frankenia pulverulenta L.[5][12]
- Frankenia punctata Turcz.[5]
- Frankenia salina (Molina) I.M.Johnst.[13]
- Frankenia scabra Lindl.[5]
- Frankenia serpyllifolia Lindl.[5]
- Frankenia sessilis Summerh.[5]
- Frankenia setosa W.Fitzg.[5]
- Frankenia stuartii Summerh.[5]
- Frankenia subteres Summerh.[5]
- Frankenia tetrapetala Labill.[5]
- Frankenia thymifolia Desf.[14]
- Frankenia uncinata Sprague & Summerh.[5]